# Canaea bibarra
Canaea bibarra är en fjärilsart som beskrevs av Chu och Wang 1991. Canaea bibarra ingår i släktet Canaea och familjen Thyrididae. Inga underarter finns listade i Catalogue of Life.